# Escola de Oleiros Joaquim Antônio de Medeiros
A Escola de Oleiros Joaquim Antônio de Medeiros é uma escola de olaria localizada em São José, Santa Catarina. Foi fundada em 1992, com a finalidade de recuperar, valorizar e repassar as técnicas da olaria, uma das atividades mais tradicionais e representativas da cultura catarinense. Esta é a única escola do gênero em funcionamento na América Latina.

## Histórico
A olaria em São José é tradição herdada dos açorianos, imigrantes oriundos de diversas ilhas do arquipélago dos Açores que colonizaram a cidade. Na década de 1950, São José abrigava cerca de vinte olarias e foi chamada de "Capital da Louça de Barro".
A fundação da escola, em 1992, ajudou a manter as olarias num período em que, devido à grande concorrência com o alumínio e o plástico, a tradição oleira estava em decadência. Atualmente, ainda há quatro olarias tradicionais em São José, além da escola.
Para criar a escola, foi selecionado o espaço da olaria de Joaquim Antônio de Medeiros, um dos maiores mestres oleiros do município, que foi escolhido por ser grande e com capacidade para receber os cursos, além de já ser uma olaria tradicional. A escola recebeu o nome do mestre, hoje já falecido. O prédio é tombado como patrimônio municipal.

## Ensino
A Escola oferece oficinas de iniciação à cerâmica na roda de oleiro tradicional (feita de madeira e movida com os pés), em torno elétrico, e também ensina a modelagem feitas com placas, cobrinhas, entre outros. As queimas são realizadas em forno à lenha, gás e elétrico.
Atualmente, a instituição é mantida pela Prefeitura de São José e tem mais de 190 alunos de todas as idades, tendo aulas gratuitas para fins terapêuticos e para aperfeiçoamento da arte.
A escola também pretende se tornar uma atração do chamado turismo de experiência, onde os visitantes tem experiências surpreendentes e únicas que sejam características da comunidade local.